# Наоми Кембъл
Наоми Кембъл (на английски: Naomi Campbell) е британски супер-модел, певица и актриса, произхождаща от остров Ямайка.
На модния подиум се проявява от 15-годишна възраст. Учи в Лондонската академия за сценични изкуства.
Тя е първата чернокожа жена която се появява на корицата на френското и английското списание „Вог“ и една от най-известните супер-модели за всички времена, част от „Голямата петица“ група от модели достигнали огромна популярност през 90-те години на XX век, заедно със Сидни Крауфорд, Линда Еванджелиста, Кристи Търлингтън и Татяна Патиц.
През 1991 г. списание "Пийпъл" („People“)  я обявява за една от 50-те най-красиви жени на света.